# Lincoln DeWitt
Lincoln DeWitt (* 24. April 1967) ist ein ehemaliger US-amerikanischer Skeletonfahrer.
Lincoln DeWitt gab sein Weltcupdebüt im Dezember 1998 als 15. bei einem Rennen in Park City. In der folgenden Saison konnte er in Lillehammer als Sechster erstmals unter die besten Zehn fahren. Noch ein Jahr später gewann er in Park City sein erstes Weltcuprennen. Es war der einzige Weltcupsieg seiner Karriere. Diese Saison war insgesamt seine Beste im Weltcup, dessen Gesamtwertung er gewann. 2001 wurde er auch US-Meister, nachdem er schon 1999 Dritter geworden war.
An Weltmeisterschaften nahm DeWitt erstmals 1999 in Altenberg teil, als 17. jedoch noch ohne großen Erfolg. Im Jahr darauf wurde er in Igls schon Achter. 2001 in Calgary gewann er die Bronzemedaille. Sein letztes Rennen bestritt DeWitt bei den Olympischen Spielen 2002 von Salt Lake City. In seiner US-amerikanischen Heimat fanden die Skeletonwettbewerbe zum ersten Mal seit 1948 wieder im Rahmen der Spiele statt. DeWitt wurde hier Fünfter.
Trainiert wurde DeWitt zeitweise von Ryan Davenport, dem er 2000 als Nordamerikameister nachfolgte. Den Titel gewann er von 2000 bis 2002 dreimal in Folge, nur Davenport war hier erfolgreicher.